# Contramarxa de Paipa
La contramarxa de Paipa va ser un moviment estratègic dut a terme pel general Simón Bolívar, comandant suprem de les forces independentistes, realitzat entre la nit del 4 d'agost i la matinada del dia 5 d'agost de 1819, dos dies abans de la decisiva batalla de Boyacá que va tancar amb èxit la Campanya Llibertadora de Nova Granada.

## Descripció
Bolívar va ocupar la hisenda El Salitre, situada a les proximitats del pantà de Vargas, fins al 4 d'agost. Aquest dia, després d'esmorzar, dona l'ordre de marxar cap a Veneçuela. Tothom ho fa de mala gana, doncs malgrat que les baixes al Pantà de Vargas van ser importants, i durant tot el dia de la batalla van sentir el pes de la derrota, també estaven convençuts que les dues càrregues de cavalleria no només havien anivellat els resultats, sinó que els havien deixat un regust a victòria.
El general Barreiro, informat dels moviments de l'exèrcit patriota, va decidir passar la nit al campament de Loma Bonita, i va sol·licitar al governador de Tunja, el tinent coronel Juan Loño, que es reunís amb ell amb tota la tropa disponible i el Batalló Tercer de Numància. Es troben el dia 5 d'agost a Paipa, on esperen acabar amb l'exèrcit libertador en una sola batalla.
Caiguda la nit, molt fosca, a les 8.00 pm Bolívar ordena contramarxar sobre Paipa i anuncia la pena de mort per qui parli, fumi o encengui foc. L'exèrcit patriota travessa la població a mitjanit; els genets folren amb part de les seves robes les potes i els cascos dels cavalls, per evitar que sonin en l'empedrat dels carrers. Es diu que van passar a menys de tres quilòmetres d'on acampava l'exèrcit espanyol.
A la una de la matinada, Bolívar, ordena a la cavalleria que s'avanci pels costats de Toca, precedida per una avançada de protecció a fi de prevenir una emboscada. Està dirigida per Juan Mellao i té la consigna de prendre la ciutat de Tunja. A les cinc del matí, Juan Loño abandona la ciutat per dirigir-se pel camí ral a Paipa, amb 200 homes i tres peces d'artilleria, deixant uns pocs soldats que haurien d'encarregar-se de mantenir l'ordre públic. A les sis del matí, pel camí de Toca, apareix la cavalleria patriota i es pren la ciutat sense dificultat. A aquesta mateixa hora el General Barreiro s'assabenta que Bolívar es troba al seu darrere', i que ha perdut contacte amb la capital del virregnat. Llavors es torna prioritari per a ell reprendre contacte amb Santafé, i avança a marxa forçada per tallar un possible avanç de Bolívar cap a la capital. De Paipa va a Sotaquirá, passa per l'erm de Cómbita i Motavita mentre un piquet de cavalleria dirigit per un guerriller anomenat Félix Pabón i altres unitats dels granaders a cavall, van atacant la seva rereguarda i fent presoners.
Barreiro dubta entre eludir a Bolívar o enfrontar-s'hi, però com a militar valerós i amb molt alt sentit de l'honor, és incapaç de defugir la batalla i opta pel camí al Pont de Boyacá, on queda segellada la seva destinació i la de la Gran Colòmbia.
A les onze del matí del dia 5 d'agost entra a Tunja la tropa llibertadora, enmig de les aclamacions del poble. La ciutat es bolca a servir a l'exèrcit triomfant que està necessitat de tot: roba. descans, menjar, soldats i d'aquí ve el meritori títol de Taller de la Llibertat que li confereix el Llibertador.

## Conseqüències
El 7 d'agost, Bolívar és informat de l'avanç de Barreiro i decideix tallar-li el pas al pont del riu Teatinos, conegut en aquells temps amb el nom de pont de Bojacá, i avui dia com a pont de Boyacá. Quan Barreiro s'aproxima al pont, ha de donar descans a la seva tropa, que ha caminat a marxa forçada des de l'alba. Però és informat d'una avançada de cent homes a cavall. És llavors quan tot l'exèrcit patriota baixa de la muntanya per rematar la jornada gloriosa, després d'haver escollit estratègicament el lloc, a diferència del que havia passat al Pantà de Vargas.